# Anthyllis hegetschweileri
Anthyllis hegetschweileri là một loài thực vật có hoa trong họ Đậu. Loài này được (Hegetschweiler-Bodmer) Brügger miêu tả khoa học đầu tiên năm 1888.